# Vattholma
Vattholma – miejscowość (tätort) w Szwecji, w regionie administracyjnym (län) Uppsala, w gminie Uppsala.
Według danych Szwedzkiego Urzędu Statystycznego liczba ludności wyniosła: 1410 (31 grudnia 2015), 1405 (31 grudnia 2018) i 1404 (31 grudnia 2019).